# Forschungszulagengesetz
Das Forschungszulagengesetz (FZulG) ist ein deutsches Bundesgesetz und trat zum 1. Januar 2020 in Kraft. Es führt die steuerliche Förderung der Personalkosten von Forschungs- und Entwicklungsvorhaben als Subvention in Form einer Forschungszulage ein. Das FZulG ist ein steuerliches Nebengesetz zum Einkommensteuergesetz und zum Körperschaftsteuergesetz; diese Eigenständigkeit soll die Regelung übersichtlicher gestalten und für die anspruchsberechtigten Unternehmen besser handhabbar machen. Das Gesetz sieht vor, dass alle Unternehmen, die forschen und in Deutschland steuerpflichtig sind, 25 % ihrer förderfähigen Personalaufwendungen für Forschung und Entwicklung nach Ablauf des jeweiligen Wirtschaftsjahres auf Antrag durch Anrechnung auf die festgesetzte Einkommen- oder Körperschaftsteuer ersetzt bekommen können. Die Förderung ist zeitlich unbefristet, allerdings soll die Wirkung des Gesetzes nach 5 Jahren überprüft werden.

## Hintergrund und Rechtsentwicklung
Deutschland praktiziert zwar Forschungsförderung, besaß aber – im Gegensatz zu den meisten anderen Ländern der OECD – bis 2019 keine Instrumente zur steuerlichen Förderung von Forschung und Entwicklung (FuE). Ziel der neu eingeführten Förderung ist, den Forschungs- und Entwicklungsstandort Deutschland international wettbewerbsfähiger zu machen, fokussiert auf kleine und mittlere Unternehmen. Das Forschungszulagengesetz wurde am 22. Mai 2019 von der Bundesregierung als Gesetzesentwurf verabschiedet. Der Regierungsentwurf des Gesetzes wurde noch im Gesetzgebungsverfahren in 2019 geändert und an EU-Recht angepasst, insbesondere an die Erfordernisse der Allgemeinen Gruppenfreistellungsverordnung (AGVO), um die Regelung konform zum Recht der EU-Beihilfen zu gestalten und eine Einordnung als unzulässige staatliche Beihilfe zu vermeiden. Auch eine zunächst geplante direkte Auszahlung, wie dies z. B. bei der früheren Investitionszulage üblich war, wurde aus diesem Grund in eine Steueranrechnung umgeändert.
Das Wachstumschancengesetz weitete die Förderung ab 2024 deutlich aus.

## Voraussetzungen für die Zulage
Anspruchsberechtigt sind Unternehmen, die in Deutschland steuerpflichtig sind und Gewinneinkünfte erzielen, unabhängig von deren Größe oder Rechtsform, der jeweiligen Gewinnsituation oder dem Unternehmenszweck (§ 1 FZulG). FuE-Vorhaben sind begünstigt, sofern es sich um Grundlagenforschung, industrielle Forschung oder experimentelle Entwicklung handelt, nicht jedoch Markteinführung. Die Vorhaben können eigenbetrieblich, als Auftragsforschung oder in Kooperation mit anderen Akteuren erfolgen (§ 2 FZulG).
Förderfähige Aufwendungen sind die lohnsteuerpflichtigen Arbeitslöhne von Arbeitnehmern, die bei dem jeweiligen Projekt forschend tätig werden, oder die entsprechenden Eigenleistungen bei Einzelunternehmern oder Mitunternehmerschaften – hier mit einem pauschalen Stundensatz von 70 Euro –, jeweils bezogen auf ein abgelaufenes Wirtschaftsjahr (§ 3 FZulG). Ab 2024 ist zusätzlich noch die Wertminderung von abnutzbaren beweglichen Wirtschaftsgütern förderfähig. Bei Auftragsforschung werden 70 % (vor 2024: 60 %) der Auftragssumme gefördert. In allen Fällen ist die Bemessungsgrundlage begrenzt auf 10 Mio. Euro (1. Januar 2020 bis 30. Juni 2020: 2 Mio. Euro; 1. Juli 2020 bis 27. März 2024: 4 Mio. Euro). Die Zulage beträgt 25 % der Bemessungsgrundlage. Ab 2024 erhöht sie sich für kleine und mittlere Unternehmen im Sinne der AGVO auf 35 % (§ 4 FZulG). Zusammen mit anderen staatlichen Beihilfen ist die Zulage auf den beihilferechtlichen Schwellenwert von 15 Mio. Euro pro Vorhaben begrenzt. Eine Doppelförderung derselben Aufwendungen durch verschiedene Subventionen ist nicht zulässig (§ 7 FZulG).

## Verfahren
Für die Gewährung der Forschungszulage ist ein zweistufiges Verfahren vorgesehen. Das Unternehmen muss zunächst eine Bescheinigung nach der Forschungszulagen-Bescheinigungsverordnung (FZulBV) bei einer externen Zertifizierungsstelle, der „Bescheinigungsstelle Forschungszulage (BSFZ)“, beantragen und danach einen Zulagen-Antrag beim zuständigen Finanzamt stellen (§ 5 FZulG), beides auf elektronischem Weg. Hierzu ist ein ELSTER-Zertifikat erforderlich. Das Finanzamt erteilt einen Forschungszulagenbescheid (Grundlagenbescheid); die festgesetzte Zulage wird auf die nächste Einkommensteuer- bzw. Körperschaftsteuerfestsetzung angerechnet, ein Überschuss wird ausgezahlt (§ 10 FZulG). Für Verfahrensfragen gilt das Recht für Steuervergütungen aus der Abgabenordnung (§ 12 FZulG); für das Bescheinigungsverfahren bei der BSFZ gilt das Verwaltungsverfahrensgesetz. Die Zulage ist steuerfrei.
Bei Eigenleistungen von selbstforschenden Einzelunternehmen ist die Zulage als De-minimis-Beihilfe ausgestaltet, weil pauschaler Eigenaufwand nach der  AGVO nicht förderfähig ist (§ 9 Abs. 5 FZulG). Die Beihilfe-Höchstgrenze der De-minimis-Verordnung beläuft sich auf 200.000 Euro innerhalb von drei Jahren (Stand 2024).
Nach EU-Recht ausgeschlossen von der Förderung sind „Unternehmen in Schwierigkeiten“ (z. B. im Insolvenzverfahren) und Fälle von Beihilfenrückforderungen (§ 9 FZulG).

### Bescheinigungsstelle
Die „Bescheinigungsstelle Forschungszulage (BSFZ)“ entscheidet, ob das FuE-Vorhaben förderfähig ist (§ 6 FZulG). Die Bescheinigungstelle wird durch ein Konsortium von Projektträgern betrieben (darunter das VDI Technologiezentrum und der DLR Projektträger) und steht unter der Aufsicht des Bundesministeriums für Bildung und Forschung. Anträge sind über ein Webportal einzureichen. Die BSFZ übermittelt die Bescheinigung an den Antragsteller und unmittelbar auch an dessen Finanzamt.

## Erfahrungen
Der deutsche Bundestag antwortete am 8. Februar 2021 umfassend zur Forschungszulage auf eine Anfrage der Abgeordneten Dr. Anna Christmann (Bündnis 90/Die Grünen). Die Parlamentarische Staatssekretärin Sarah Ryglewski legte in der Antwort vom 8. Februar 2021 offen, dass bei der Bescheinigungsstelle Forschungszulage (BSFZ) bis zum 31. Januar 2021 insgesamt 904 Anträge – von 733 Unternehmen mit 1.451 FuE-Projekten – auf Bescheinigung eingegangen waren. Die BSFZ prüft, ob ein begünstigtes Forschungs- und Entwicklungsvorhaben vorliegt. Bis dato waren von den 904 Anträgen insgesamt 189 abschließend geprüft worden. Eine positive Bescheinigung erhielten 84 % (158 Anträge). Nur 31 Anträge wurden im ersten Anlauf abgelehnt. Die insgesamt 904 Anträge auf Anerkennung eines FuE-Projekts umfassten 1.451 Forschungs- und Entwicklungsvorhaben, denn ein Unternehmen kann einen oder mehrere Anträge einreichen. Den Antrag auf Erteilung der BSFZ-Bescheinigung stellten bis zum 31. Januar 2021 insgesamt 733 Unternehmen. Davon bildete die größte Gruppe kleine und mittlere Unternehmen mit 10 bis 249 Beschäftigten. Insgesamt waren es 387 KMUs. Die zweitmeisten Unternehmen waren Kleinstunternehmen mit weniger als 10 Beschäftigten (177 Unternehmen). Gefolgt von 169 Großunternehmen – mit mehr als 250 Angestellten. Somit lagen im ersten Jahr der Forschungszulage bei Anträgen auf BSFZ-Bescheinigung die KMUs vorne.

## Kritik
Kritisiert wird der Verwaltungsaufwand, da fachlich durch die Bescheinigungsstelle und finanziell durch die Steuerbehörde entschieden wird.